# Liste des batailles du Califat Rachidun
 (mars 2024).
La mise en forme du texte ne suit pas les recommandations de Wikipédia : il faut le « wikifier ».
Les points d'amélioration suivants sont les cas les plus fréquents. Le détail des points à revoir est peut-être précisé sur la page de discussion.
- Les titres sont pré-formatés par le logiciel. Ils ne sont ni en capitales, ni en gras.
- Le texte ne doit pas être écrit en capitales (les noms de famille non plus), ni en gras, ni en italique, ni en « petit »…
- Le gras n'est utilisé que pour surligner le titre de l'article dans l'introduction, une seule fois.
- L'italique est rarement utilisé : mots en langue étrangère, titres d'œuvres, noms de bateaux, etc.
- Les citations ne sont pas en italique mais en corps de texte normal. Elles sont entourées par des guillemets français : « et ».
- Les listes à puces sont à éviter, des paragraphes rédigés étant largement préférés. Les tableaux sont à réserver à la présentation de données structurées (résultats, etc.).
- Les appels de note de bas de page (petits chiffres en exposant, introduits par l'outil «  Source ») sont à placer entre la fin de phrase et le point final[comme ça].
- Les liens internes (vers d'autres articles de Wikipédia) sont à choisir avec parcimonie. Créez des liens vers des articles approfondissant le sujet. Les termes génériques sans rapport avec le sujet sont à éviter, ainsi que les répétitions de liens vers un même terme.
- Les liens externes sont à placer uniquement dans une section « Liens externes », à la fin de l'article. Ces liens sont à choisir avec parcimonie suivant les règles définies. Si un lien sert de source à l'article, son insertion dans le texte est à faire par les notes de bas de page.
- La présentation des références doit suivre les conventions bibliographiques. Il est recommandé d'utiliser les modèles {{Ouvrage}}, {{Chapitre}}, {{Article}}, {{Lien web}} et/ou {{Bibliographie}}. Le mode d'édition visuel peut mettre en forme automatiquement les références.
- Insérer une infobox (cadre d'informations à droite) n'est pas obligatoire pour parachever la mise en page.

Pour une aide détaillée, merci de consulter Aide:Wikification.
Si vous pensez que ces points ont été résolus, vous pouvez retirer ce bandeau et améliorer la mise en forme d'un autre article.

Expansion du Califat Rachidun sous les différents califes (632 - 661)

Voici la liste des batailles du Califat Rachidun classé chronologiquement de 632 avec le premier calife Abou Bakr As-Siddiq jusqu'au dernier calife en 661 avec Ali Ibn Abi Talib.
Voici une légende facilitant la lecture de l'issue des batailles ci-dessous :
- Victoire musulmane
- Défaite musulmane
- Autre résultat (par exemple un traité ou une paix sans un résultat clair, un statu quo ante bellum, un résultat inconnu ou indécis)

## Abou Bakr As-Siddiq(632 - 634)
| Bataille                       | Date             | Date             | Ennemis                                           | Résultat | Sources |
| Bataille                       | Début            | Fin              | Ennemis                                           | Résultat | Sources |
| ------------------------------ | ---------------- | ---------------- | ------------------------------------------------- | -------- | ------- |
| Guerres d'apostasie            |                  |                  |                                                   |          |         |
| Bataille de Dhu al-Qassah      | 25 juillet 632   | 30 juillet 632   | Rebelles apostas                                  | Victoire | ,       |
| Bataille d'Abraq               | Mi-Août 632      | Mi-Août 632      | Rebelles apostas                                  | Victoire | ,       |
| Bataille de Buzakha            | Mi-Septembre 632 | Mi-Septembre 632 | Rebelles apostas                                  | Victoire | ,       |
| Bataille de Ghamra             | 632              | 632              | Rebelles apostas                                  | Victoire | ,       |
| Bataille de Naqra              | 632              | 632              | Rebelles apostas                                  | Victoire | ,       |
| Bataille de Zafar              | Fin octobre 632  | Fin octobre 632  | Rebelles apostas                                  | Victoire | ,       |
| Bataille de Daumat-ul-Jandal   | 14 juin 633      | 10 septembre 633 | Rebelles apostas                                  | Victoire | ,       |
| Bataille de Dibba              | Novembre 633     | Novembre 633     | Rebelles apostas                                  | Victoire | ,       |
| Bataille d'Al-Yamama           | 633              | 633              | Rebelles apostas                                  | Victoire | ,       |
| Bataille de Nujair             | 633              | 633              | Rebelles apostas                                  | Victoire | ,       |
| Conquête musulmane de la Perse |                  |                  |                                                   |          |         |
| Bataille des Chaînes / Kazima  | Avril 633        | Avril 633        | Empire Sassanide Chrétiens arabes                 | Victoire | ,       |
| Bataille de la Rivière         | Avril 633        | Avril 633        | Empire Sassanide Chrétiens arabes                 | Victoire | ,       |
| Bataille de Walaja             | Mai 633          | Mai 633          | Empire Sassanide Chrétiens arabes                 | Victoire | ,       |
| Bataille d'Husayd              | 633              | 633              | Empire Sassanide Chrétiens arabes                 | Victoire | ,       |
| Bataille de Ullais             | Mai 633          | Mai 633          | Empire Sassanide Chrétiens arabes                 | Victoire | ,       |
| Siège d'Al-Hira                | Mai 633          | Mai 633          | Empire Sassanide Chrétiens arabes                 | Victoire | ,       |
| Siège D'Al-Anbar               | Juillet 633      | Juillet 633      | Empire Sassanide Chrétiens arabes                 | Victoire | ,       |
| Siège D'Ayn al-Tamr            | Juillet 633      | Juillet 633      | Empire Sassanide Chrétiens arabes                 | Victoire | ,       |
| Bataille de Muzayyah           | Novembre 633     | Novembre 633     | Empire Sassanide Chrétiens arabes                 | Victoire | ,       |
| Bataille de Muzieh             | Novembre 633     | Novembre 633     | Empire Sassanide Chrétiens arabes                 | Victoire | ,       |
| Bataille de Sanni              | Novembre 633     | Novembre 633     | Empire Sassanide Chrétiens arabes                 | Victoire | ,       |
| Bataille de Zumail             | Novembre 633     | Novembre 633     | Empire Sassanide Chrétiens arabes                 | Victoire | ,       |
| Bataille de Firaz              | Décembre 633     | Décembre 633     | Empire Sassanide Empire byzantin Chrétiens arabes | Victoire | ,       |
| 1ère Bataille de Babylone      | Juin 634         | Juillet 634      | Empire Sassanide                                  | Victoire | ,       |
| Guerres Byzanto-Musulmanes     |                  |                  |                                                   |          |         |
| Expédition d'Usama bin Zayd    | Juin 632         | Juin 632         | Empire byzantin Royaume Ghassanide                | Victoire | ,       |
| Bataille de Dathin             | 4 février 634    | 4 février 634    | Empire byzantin                                   | Victoire | ,       |
| Bataille de Marj Rahit         | 24 avril 634     | 24 avril 634     | Royaume Ghassanide Empire byzantin                | Victoire | ,       |
| Siège de Bosra                 | Juillet 634      | Juillet 634      | Empire byzantin Chrétiens arabes                  | Victoire | ,       |
| Bataille d'Ajnadayn            | 30 juillet 634   | Août 634         | Empire byzantin                                   | Victoire | ,       |
| Bataille de Fahl               | Décembre 634     | Janvier 635      | Empire byzantin                                   | Victoire | ,       |

## Omar ibn al-Khattâb(634 - 644)
| Bataille                           | Date            | Date            | Ennemis                            | Résultat | Sources |
| Bataille                           | Début           | Fin             | Ennemis                            | Résultat | Sources |
| ---------------------------------- | --------------- | --------------- | ---------------------------------- | -------- | ------- |
| Conquête musulmane de la Perse     |                 |                 |                                    |          |         |
| Bataille de Namaraq                | 634             | 634             | Empire Sassanide                   | Victoire | ,       |
| Bataille de Kaskar                 | 634             | 634             | Empire Sassanide                   | Victoire | ,       |
| Bataille de Saqatia                | 634             | 634             | Empire Sassanide                   | Victoire | ,       |
| Bataille du Pont                   | 13 octobre 634  | 13 octobre 634  | Empire Sassanide                   | Défaite  | ,       |
| Bataille de Buwaib                 | Novembre 635    | Novembre 635    | Empire Sassanide                   | Victoire | ,       |
| Bataille d'al-Qadisiyya            | 16 novembre 636 | 19 novembre 636 | Empire Sassanide                   | Victoire | ,       |
| Bataille de Burs                   | 636             | 636             | Empire Sassanide                   | Victoire | ,       |
| 2ème bataille de Babylone          | Décembre 636    | Décembre 636    | Empire Sassanide                   | Victoire | ,       |
| Bataille de Sura                   | 636             | 637             | Empire Sassanide                   | Victoire | ,       |
| Bataille de Deir Kab               | 636             | 637             | Empire Sassanide                   | Victoire | ,       |
| Bataille de Kusa                   | Janvier 637     | Janvier 637     | Empire Sassanide                   | Victoire | ,       |
| Siège de Ctésiphon                 | Janvier 637     | Mars 637        | Empire Sassanide                   | Victoire | ,       |
| Bataille de Jalula                 | Avril 637       | Avril 637       | Empire Sassanide                   | Victoire | ,       |
| Bataille de Nahavand               | 642             | 642             | Empire Sassanide                   | Victoire | ,       |
| Siège de Shushtar                  | 641             | 642             | Empire Sassanide                   | Victoire | ,       |
| Bataille de Ispahan                | 642             | 642             | Empire Sassanide                   | Victoire | ,       |
| Bataille de Waj Rudh               | 643             | 643             | Empire Sassanide                   | Victoire | ,       |
| Guerres Byzanto-Musulmanes         |                 |                 |                                    |          |         |
| Siège de Damas                     | Septembre 634   | 4 septembre 635 | Empire byzantin                    | Victoire | ,       |
| Bataille de Marj al-Saffar         | 23 janvier 635  | 23 janvier 635  | Empire byzantin                    | Victoire | ,       |
| Bataille de Marj Al-Rum            | Mars 635        | Mars 635        | Empire byzantin                    | Victoire | ,       |
| 1er siège de Émèse / Homs          | Décembre 635    | Janvier 636     | Empire byzantin                    | Victoire | ,       |
| Bataille de Yarmouk                | 15 août 636     | 20 août 636     | Empire byzantin Royaume Ghassanide | Victoire | ,       |
| Siège de Jérusalem                 | Janvier 637     | Fin avril 637   | Empire byzantin                    | Victoire | ,       |
| Bataille de Qinnasrin              | 637             | 637             | Empire byzantin                    | Victoire | ,       |
| Siège de Alep                      | Juin 637        | Octobre 637     | Empire byzantin                    | Victoire | ,       |
| Bataille du Pont de Fer            | 30 octobre 637  | 30 octobre 637  | Empire byzantin                    | Victoire | ,       |
| 2ème siège de Émèse / Homs         | 638             | 638             | Empire byzantin                    | Victoire | ,       |
| Siège de Latakia / Laodicea        | 638             | 638             | Empire byzantin                    | Victoire | ,       |
| Siège de Marash                    | Automne 638     | Automne 638     | Empire byzantin                    | Victoire | ,       |
| Siège de Péluse                    | Fin 639         | Début 640       | Empire byzantin                    | Victoire | ,       |
| Siège de Bilbéis                   | Mars 640        | Mars 640        | Empire byzantin                    | Victoire | ,       |
| Bataille de Heliopolis             | Juillet 640     | Juillet 640     | Empire byzantin                    | Victoire | ,       |
| Siège de la Forteresse de Babylone | Octobre 640     | 6 avril 641     | Empire byzantin                    | Victoire | ,       |
| Siège d'Alexandrie                 | Juin 641        | Novembre 641    | Empire byzantin                    | Victoire | ,       |
| Guerres Indo-Musulmanes            |                 |                 |                                    |          |         |
| Bataille de Rasil                  | Début 644       | Début 644       | Dynastie Rai                       | Victoire | ,       |
| Guerres Musulmano-Makurie          |                 |                 |                                    |          |         |
| Première bataille de Dongola       | 642             | 642             | Royaume de Makurie                 | Défaite  | ,       |

## Othmân ibn Affân(644 - 656)
| Bataille                       | Date  | Date | Ennemis                                     | Résultat | Sources |
| Bataille                       | Début | Fin  | Ennemis                                     | Résultat | Sources |
| ------------------------------ | ----- | ---- | ------------------------------------------- | -------- | ------- |
| Conquête musulmane de la Perse |       |      |                                             |          |         |
| Bataille de Nishapur           | 652   | 652  | Rebelles de la Maison de Karen              | Victoire | ,       |
| Siège de Herat                 | 652   | 652  | Rebelles de la Maison de Karen Hephthalites | Victoire | ,       |
| Guerres Byzanto-Musulmanes     |       |      |                                             |          |         |
| Bataille de Nikiou             | 646   | 646  | Empire byzantin                             | Victoire | ,       |
| Bataille de Sufétula           | 647   | 647  | Empire byzantin                             | Victoire | ,       |
| Bataille des Mâts              | 655   | 655  | Empire byzantin                             | Victoire | ,       |
| Guerres Musulmano-Makurie      |       |      |                                             |          |         |
| Deuxième bataille de Dongola   | 651   | 652  | Royaume de Makurie                          | Défaite  | ,       |

## Ali ibn Abi Talib(656 - 661)
| Bataille             | Date           | Date           | Ennemis                      | Résultat | Sources |
| Bataille             | Début          | Fin            | Ennemis                      | Résultat | Sources |
| -------------------- | -------------- | -------------- | ---------------------------- | -------- | ------- |
| Première Fitna       |                |                |                              |          |         |
| Bataille du Chameau  | 4 décembre 656 | 4 décembre 656 | Forces de Muʿawiya & d'Aïcha | Victoire | ,       |
| Bataille de Siffin   | Juillet 657    | Juillet 657    | Forces de Muʿawiya           | Indécise | ,       |
| Bataille de Nahrawân | 17 juillet 658 | 17 juillet 658 | Khāridjites                  | Victoire | ,       |